# Martín Mauricio Astudillo
Martín Mauricio Astudillo (Mendoza, 11 d'octubre de 1977) és un futbolista argentí, que ocupa la posició de migcampista defensiu.

## Trajectòria
Comença la seua carrera en l'equip de Godoy Cruz Antonio Tomba, de la Primera B Nacional argentina. El 1997 signa amb Gimnasia y Esgrima de Jujuy, de la màxima categoria del seu país i dos anys després dona el salt a Europa al fitxar pel Deportivo Alavés.
La temporada 99/00, marca quatre gols en primera divisió, sent una peça important en l'equip que va ser finalista de la Copa de la UEFA del 2001. La temporada 01/02, tan sols es perd un encontre, i l'Alavés queda setè de la taula.
Va romandre lleial a l'esquadra basca durant tota la dècada dels 2000, jugant tant a Primera com a Segona Divisió. La temporada 03/04 seria el jugador amb més targetes grogues, 19 en 37 partits. El gener del 2008 és cedit al CA Osasuna per suplir la baixa del lesionat Nekounam. Amb els navarresos juga 13 partit i marca un gol, ajudant a la permanència a primera divisió.
L'estiu del 2009, quan se certifica el descens de l'Alavés a la Segona Divisió B, el migcampista argentí retorna al seu país després de 324 partits i 20 gols a la competició espanyola, sumant amb l'Alavés més de 400 partits en totes les competicions oficials.